# Unmei e.p
『Unmei e.p』（ウンメイ イーピー）は、日本のロック・バンド、sumikaのメジャー10枚目となるシングル。2024年5月15日にソニー・ミュージックレコーズより発売。

## 概要
TVアニメーション『ダンジョン飯』第2シーズンオープニング主題歌「運命」を含む、全4曲シングルである。
「卒業」はTikTok『ごっこ倶楽部』より配信中のショートドラマ『親友は卒業しない』で初公開された。制作されたショートドラマは楽曲にちなみ、学生の卒業をテーマに描かれた内容となっている。
初回生産限定盤特典Blu-ray Discには、2024年1月6日に開催された、『sumika Live Tour 2023「SING ALONG」』の振替公演の高松festhalle公演より11曲が「sumika Film #14」として収録される。
期間生産限定盤のCDには、「運命 (TV Size)」が収録されるとともに『ダンジョン飯』の描きおろしイラスト、ジャケットが同梱され、Blu-ray Discには「運命」のMVと『ダンジョン飯』のノンクレジットオープニング映像が収録される。
「運命」は4月4日にサブスクで先行配信された。
5月15日には初回生産限定盤に収録される特典Blu-ray Discである「sumika Film #14 sumika Live Tour 2023「SING ALONG」2024.1.6 at 高松festhalle」のトレイラーがYouTubeに公開された。
5月16日には4月にTikTok『ごっこ倶楽部』から公開された、「卒業」が起用されているショートドラマ『親友は卒業しない』がsumikaのYouTubeチャンネルでも公開された。

## 収録内容
| #         | タイトル                                                | 作詞      | 作曲      | 編曲                          | 時間  |
| --------- | ------------------------------------------------------- | --------- | --------- | ----------------------------- | ----- |
| 1.        | 「運命」(『ダンジョン飯』第2シーズンオープニング主題歌) | 片岡健太  | 片岡健太  | 宮田'レフティ'リョウ & sumika | 3:43  |
| 2.        | 「Porker Joker」                                        | 片岡健太  | 小川貴之  | sumika                        | 3:31  |
| 3.        | 「いつかの化物」                                        | 片岡健太  | 小川貴之  | sumika                        | 3:51  |
| 4.        | 「卒業」                                                | 片岡健太  | 片岡健太  | sumika                        | 4:36  |
| 合計時間: | 合計時間:                                               | 合計時間: | 合計時間: | 合計時間:                     | 15:41 |

| #         | タイトル                                                | 作詞  | 作曲・編曲 | 時間 |
| --------- | ------------------------------------------------------- | ----- | ---------- | ---- |
| 1.        | 「運命」(『ダンジョン飯』第2シーズンオープニング主題歌) |       |            | 3:43 |
| 2.        | 「Poker Joker」                                         |       |            | 3:31 |
| 3.        | 「いつかの化物」                                        |       |            | 3:51 |
| 4.        | 「卒業」                                                |       |            | 4:36 |
| 5.        | 「運命 (TV Size)」                                      |       |            | 1:30 |
| 合計時間: | 合計時間:                                               | 17:11 |            |      |

| #   | タイトル                   | 作詞 | 作曲                 |
| --- | -------------------------- | ---- | -------------------- |
| 1.  | 「Documentary」            |      |                      |
| 2.  | 「「伝言歌」」             |      | 片岡健太             |
| 3.  | 「Lovers」                 |      | 片岡健太             |
| 4.  | 「ペルソナ・プロムナード」 |      | 片岡健太             |
| 5.  | 「アイデンティティ」       |      | 片岡健太             |
| 6.  | 「FUN」                    |      | 片岡健太             |
| 7.  | 「Babel」                  |      | 片岡健太             |
| 8.  | 「ゴーストライター」       |      | 黒田隼之介, 小川貴之 |
| 9.  | 「チェスターコパーポット」 |      | 片岡健太             |
| 10. | 「絶叫セレナーデ」         |      | 小川貴之             |
| 11. | 「Starting Over」          |      | 片岡健太             |
| 12. | 「Phoenix」                |      | 片岡健太             |

## 参加ミュージシャン
DISC 1(CD)
・片岡健太 : Vocal(M1,2,4), Acoustic Guitar(M4) & Electric Guitar(M4)
・荒井智之 : Drums
・小川貴之 : Piano(M1,3,4), Keyboard(M2), Chorus(M1,2,3)
・須藤優(XIIX) : Bass(M2,3,4)
・宮田'レフティ'リョウ : Bass(M1) & Programming(M1)
・真壁陽平 : Electric Guitar(M2,3) & Acoustic Guitar(M3)
・佐々木"コジロー"貴之 : Electric Guitar(M1), Bouzouki(M1), Mandolin(M1) & Banjo(M1)
・上口浩平 : Electric Guitar(M4)
・おかのやともか : Chorus(M1,2,3)
・三浦太郎(フレンズ) : Chorus(M4)
・門脇大輔, 田島華乃, 伊能 修, 山本大将, 梶谷裕子, 中島優紀 : 1st Violin(M1)
・大嶋世菜, 友清麻樹子, 牛山玲名, 河裾あずさ : 2nd Violin(M1)
・高橋 輝, 西村知佳子 : Viola(M1)
・村中俊之, 古川淑恵 : Cello(M1)

DISC 2(BD)
GUEST MUSICIAN
・Bass: 須藤優(XIIX)
・Guitar: 上口浩平
・Synthesizer: George (MOP of HEAD)
・Chorus & Percussion: おかのやともか
・Chorus & Guitar: 三浦太郎(フレンズ)